# T29重戦車
T29重戦車（ティーにじゅうくじゅうせんしゃ）はナチス・ドイツの新型戦車への対抗として1944年4月に開発開始されたアメリカ合衆国の戦車計画である。T26E3（後のM26パーシング）は約45tの重量を持つものの、ドイツ国防軍の配備した重量約70tのティーガーIIに対抗するに十分な火力ある兵装と装甲を施したとみなされていなかった。
T29重戦車はヨーロッパ戦線への投入には準備が間に合わなかったものの、本車は第二次世界大戦後のエンジニアに対し、砲兵装と車輌の各構成要素において、技術的概念を試験する機会を与えた。

## 概要
T29重戦車は約64トンの車重を持ち、最大装甲厚は279mmに達し、105mm砲を搭載する。乗員は6名。
フォードGACエンジンは出力約770軸馬力を発揮した。他の試作モデルは、アリソンV1710 V12エンジンを装備していた。
トランスミッションはゼネラルモーターズのCD-850-1 クロスドライブ方式を採用し、前進二段後進一段が選択できた。後輪に起動輪を置いた。携行燃料は1,140リットル、オクタン価80である。地上と車体底面との最低地上高は48cmだった。

## 開発経緯
ドイツの新型戦車に対抗するためM26パーシングが開発されたが、45トン級のパーシングでは重量70トンに迫るティーガーIIに対抗するには不足であると考えられ、これに十分対抗できる重戦車の開発が1943年3月に開発計画が始まった。

### T29
T26E3パーシング重戦車の車体を延長した仕様のものを設計の基礎とし、より重防御の装甲を付加され、エンジンも改良された。高初速105mm砲T5を搭載できるように砲塔は完全に新設計となった。
試作型のうち一両は、12気筒V型エンジンであるアリソンV1710を搭載した。当初の計画通り、火力も装甲もティーガーIIを上回るものとなった。

### T30
同時に開発されていたT30重戦車は、T29とほぼ同じであるが155mm砲T7を搭載できるようにした派生型で、エンジン出力の強化と、装填手の追加がなされている。
開発完了した1945年にはヨーロッパでは戦争が終結していたが、日本本土侵攻のため、T29重戦車とT30重戦車は「限定的な調達」に分類された。
しかし米陸軍司令部が、このような超重量級の兵器を取り扱うことに難色を示しているうちに戦争が終結し、結果的にごく少数が試作されたのみであった。

### T34
T29重戦車の派生型最終形態が、T34重戦車である。この車輛は120mm高射砲を基にした120mm戦車砲T53を搭載した。50ポンド(約23kg)の砲弾を初速3150フィート毎秒(約960m/s)で投射した。HVAP弾の場合は、4100フィート毎秒(約1250m/s)の初速を得た。装填手は2名で、発射速度は毎分5発。重くなった砲のバランスを取るため、砲塔後部のバスルに追加装甲が溶接された。
2輌の試作車が製作された。1両はT29重戦車の試作型から改造され、もう片方はT30重戦車から改修されたものである。
戦争が終結したのでこれ以上の派生型の開発は無かった。T34重戦車の試験において蓄積されたノウハウは、M103重戦車の開発に役立った。

## 現存車輌
特徴的なレンジファインダーが無い砲塔を持ったものが、ウォーレン (ミシガン州)のデトロイト陸軍兵器庫に存在する。
そのほか2両のT29がジョージア州 フォートベニングの第25歩兵連隊駐屯地に残されている。一つはレンジファインダーがあり、他方は無い。こちらは兵器ショーに出展するため修復作業が進行中である。

## 登場作品

### ゲーム
『War Thunder』
アメリカ陸軍のランクIV課金重戦車としてT29が、同ランク通常ツリーにT34が登場している。
『World of Tanks』
アメリカ重戦車としてT29、駆逐戦車としてT30が開発可能な他、重戦車としてT34が販売されている。
『トータル・タンク・シミュレーター』
アメリカの改重戦車T29として登場。またアメリカとイギリスの改超重戦車としてT34Bが登場。